# Justicia xylopoda
Justicia xylopoda är en akantusväxtart som beskrevs av W. W. Smith. Justicia xylopoda ingår i släktet Justicia och familjen akantusväxter. Inga underarter finns listade i Catalogue of Life.